# ケニア関係記事の一覧
ケニア関係記事の一覧（ケニアかんけいきじのいちらん）は、ケニアに関係する記事の一覧である。独立前の関係記事も取り扱う。

## ケニア関係記事
50音順に配列されている。

### 記号
- .ke(ccTLD)

### 英数字
- NTV (ケニア)
- 2025年ケニアの抗議活動

### あ行
- アーシフ・カリム（クリケット選手・テニス選手）
- 愛と哀しみの果て（映画）
- アニャンゴ（日本の音楽家）
- アフリカの角食糧危機（気候変動）
- アフリカ戦線 (第一次世界大戦)（戦争）
- アモス・ビウォット（陸上選手）
- アルフレッド・キーワ・イエゴ（陸上選手）
- アングロアフリカン（民族）
- アンボセリ国立公園（国立公園）
- イギリス帝国（旧宗主国）
- イギリス領東アフリカ（植民地）
- イギリス連邦（国家連合）
- イブラヒム・フセイン（陸上選手）
- イレミ・トライアングル（地域）
- インド洋（海洋）
- ヴィクトリア湖（湖）
- ウィリアム・シゲイ（陸上選手）
- ウィルソン・キプルグト（陸上選手）
- ウィリアム・タヌイ（陸上選手）
- ウィルソン・ボイト・キプケテル（陸上選手）
- ウィルフレッド・ブンゲイ（陸上選手）
- ウガンダ鉄道（鉄道）
- 英語（言語）
- 英領ウガンダ計画（政策）
- エゼキエル・ケンボイ（陸上選手）
- エリウド・キプチョゲ（陸上選手）
- エリック・ワイナイナ（陸上選手）
- エルゴン山（火山）
- エルメンテイタ湖（湖）
- おお、万物の神よ（国歌）
- オラパ（マサイ神話の女神）
- オリンピックのケニア選手団（五輪選手団）
- オルカリア（地域）
- オルドイニョ・エブルル（火山）
- オレンジ民主運動（政党）

### か行
- 海岸州（州）
- カヤ (ケニア)（村落様式、世界遺産）
- ガリッサ（都市）
- ガリッサ大学（大学）
- カレン・ブリクセン（デンマークの小説家）
- キクユ族（民族）
- 岸田袈裟（日本の栄養学者）
- キスム（都市）
- ギタウ・ダニエル（陸上選手）
- キプチョゲ・ケイノ（陸上選手）
- キベラ（スラム街）
- キマニ・マルゲ（小学生）
- キャサリン・ヌデレバ（陸上選手）
- キリンディニ港（港湾）
- ケニア（国）
- ケニア (軽巡洋艦)（イギリスの戦闘艦艇）
- ケニア・アフリカ民族同盟（政党）
- ケニア海軍艦艇一覧（海軍艦艇の一覧）
- ケニア・カルカセス
- ケニア空軍（空軍）
- ケニア航空（航空会社）
- ケニア山（山）
- ケニア山国立公園（国立公園、世界遺産）
- ケニア・シリング（通貨）
- ケニア土地自由軍（秘密結社）
- ケニアにおけるコーヒー生産（コーヒー産業）
- ケニアの世界遺産（世界遺産の一覧）
- ケニアの国章（国章）
- ケニアの国旗（国旗）
- ケニアの州（州の一覧）
- ケニアの大統領（大統領の一覧）
- ケニアントロプス・プラティオプス
- ケニヤッタ国際会議場（建造物）
- 国際アグロフォレストリー研究センター（研究機関）
- コモンウェルスゲームズ（スポーツ大会）
- コンジェスティナ・アチエン（ボクサー）

### さ行
- サイフ・サイード・シャヒーン（陸上選手）
- サッカーケニア代表（サッカー）
- サファリラリー（モータースポーツ）
- サムエル・カビル（陸上選手）
- サムエル・ワンジル（陸上選手）
- サン マルコ プラットフォーム（宇宙開発施設）
- シアヤ県（県）
- ジェームス・ワイナイナ（陸上選手）
- ジェネス・ジェプコスゲイ（陸上選手）
- シェン (言語)（言語）
- ジャンボ・ブワナ（歌）
- ジュリアス・ギタヒ（陸上選手）
- ジュリアス・コリル（陸上選手）
- ジュリアス・サング（陸上選手）
- ジョイス・チェプチュンバ（陸上選手）
- 少年ケニヤ（小説）
- ジョン・カリウキ（陸上選手）
- ジョセフ・オツオリ（陸上選手）
- ジョセフ・ギタウ（陸上選手）
- ジョセフ・ケター（陸上選手）
- ジョモ・ケニヤッタ（大統領）
- ジョモ・ケニヤッタ国際空港（空港）
- ジョン・ヌグギ（陸上選手）
- シンバヒルズ国立保護区（自然保護区）
- ススワ山（山）
- スワヒリ語（言語）
- 西部州 (ケニア)（州）
- ゼナ・マーシャル（イギリスの女優）
- ソマリ族（民族）

### た行
- 大地溝帯（地形）
- ダグラス・ワキウリ（陸上選手）
- ダニエル・アラップ・モイ（大統領）
- ダニエル・コーメン（陸上選手）
- ダニエル・ジェンガ（陸上選手）
- チャールズ・アサティ（陸上選手）
- チャルビ砂漠（砂漠）
- 中央州 (ケニア)（州）
- ツァボ川（川）
- ディープ・ロイ（俳優・スタントマン）
- テグラ・ロルーペ（陸上選手）
- 東部州 (ケニア)（州）
- トゥルカナ湖（湖）
- トゥルカナ湖国立公園群（国立公園）
- トゥルカナ・ボーイ（化石人類）
- トマス・アカレ（作家）

### な行
- ナイバシャ (町)
- ナイバシャ湖（湖）
- ナイロビ（首都）
- ナイロビ国立公園（国立公園）
- ナイロビ州（州）
- ナイロビ大学（大学）
- ナイロビの蜂（映画）
- ナクル（都市）
- ナクル湖（湖・国立公園）
- ナフタリ・テム（陸上選手）
- 名もなきアフリカの地で（映画）
- ニーリ砂漠（砂漠）
- ニエリ（ニエリ）
- ニャンゴマ・コゲロ（村）
- ニャンザ州（州）
- ニュー・セントラル・バンク・タワー（建造物）
- ノア・ヌゲニ（陸上選手）

### は行
- バーナード・ラガト（陸上選手）
- バスケットボール女子ケニア代表（女子バスケットボール）
- パメラ・ジェリモ（陸上選手）
- バリンゴ湖（湖）
- バレーボールケニア女子代表（女子バレーボール）
- ピーター・オルワ（ボクサー）
- ピーター・コエチ（陸上選手）
- ピーター・ロノ（陸上選手）
- 東アフリカ共同体（国際機構）
- ビレッジマーケット (商業施設)
- ブライミン＝キプロプ・キプルト（陸上選手）
- ペイト島（英語版）（島） ： インド洋に位置する
- 2008年北京オリンピックのケニア選手団（五輪選手団）
- ヘゼキアー・ニャマウ（陸上選手）
- ヘルズ・ゲート国立公園（国立公園）
- ヘンリー・ロノ（陸上選手）
- ポール・ウェケサ（テニス選手）
- ポール・エレング（陸上選手）
- ポール・テルガト（陸上選手）
- ポール・ビトク（陸上選手）
- 北東州 (ケニア)（州）
- ボゴリア湖（湖）

### ま行
- マイク・ボイト（陸上選手）
- マサイ族（民族）
- マサイマラ国立保護区（自然保護区）
- マーティン・レル（陸上選手）
- マウマウ団の乱（反乱）
- マガディ湖（湖）
- マクミラン記念図書館 (ナイロビ)
- マダラカデー（祝日）
- 真也加ステファン（陸上選手）
- マライカ (歌)
- マリンディ（都市）
- ミカ・ジェル（陸上選手）
- ミジケンダ（民族）
- ムバラク・ハッサン・シャミ（陸上選手）
- ムファンガノ島（島）
- ムワイ・キバキ（大統領）
- メクボ・ジョブ・モグス（陸上選手）
- モーゼス・キプタヌイ（陸上選手）
- モハメド・アミン（写真家、ジャーナリスト）
- モンバサ（都市）

### や・ら・わ行
- ヤッタ台地（地形）
- ユーニス・ジェプコリル（陸上選手）
- ヨベス・オンディエキ（陸上選手）
- ライラ・オディンガ（政治家）
- ラム (ケニア)（都市、世界遺産）
- ラム群島（英語版）（島）
- リチャード・チェリモ（陸上選手）
- リチャード・ドーキンス（イギリスの動物行動学者）
- リフトバレー州（州）
- ルーカス・サング（陸上選手）
- ルーク・キベト（陸上選手）
- ルイス・リーキー（古人類学者）
- ルオ族（民族）
- レブマン氷河（氷河）
- ロンゴノット山（山）
- ワンガリ・マータイ（環境保護活動家）